# Droga z kapliczką
Droga z kapliczką (pełny tytuł: niderl. De Kapellekensbaan of de 1ste illegale roman van Boontje) – powieść flamandzkiego pisarza Louisa Paula Boona, wydana w 1953 r. Utwór ten, wraz z wydaną w 1956 r. powieścią pt. Zomer te Ter-Muren, uważany jest za jeden z najważniejszych tekstów w twórczości Boona. Obydwie te powieści, powiązane ze sobą tematycznie, uważane są za "biblię anarchizmu" niderlandzkiego. Utwór został wpisany do kanonu literatury niderlandzkiej.
Ze względu na niekonwencjonalną formę, oryginalny, czasem obsceniczny język oraz tematykę powieść wywołała kontrowersje. Sam Boon przez długie lata był w Belgii na cenzurowanym a jego utworów nie kupowano do bibliotek, dziś jednak utwór ten uznawany jest za jedną z najważniejszych powieści w literaturze niderlandzkiej. Zofia Klimaszewska, tłumaczka i popularyzatorka literatury niderlandzkiej w Polsce, napisała, iż utwór ten jest kamieniem milowym w historii literatury niderlandzkojęzycznej oraz stanowi wielką odnowę powieściopisarstwa niderlandzkiego. Krytycy literaccy wskazywali na pewne podobieństwa między powieścią Boona a Blaszanym bębenkiem Güntera Grassa, odnośnie do koncepcji pewnych postaci oraz konstrukcji fabuły.
Ponieważ autor nie znalazł wydawcy w ojczystej Belgii, powieść ukazała się pierwotnie w Holandii i tam też powstały pierwsze przychylne recenzje nowatorskiej formalnie powieści. Po wydaniu w 1972 r. tłumaczenia utworu na język angielski Boon został zgłoszony przez holenderski i flamandzki PEN-club do literackiej nagrody Nobla, ostatecznie jednak pisarz tej nagrody nigdy nie otrzymał.
Powieść, przełożoną na język polski przez Ryszarda Pyciaka opublikowało w Polsce wydawnictwo Czytelnik w 1982 r.
Akcja powieści rozgrywa się w dwóch równoległych płaszczyznach czasowych. Pierwsza z nich dotyczy wieku dziewiętnastego (najprawdopodobniej drugiej jego połowy). Jej bohaterką jest Ondyna, młoda, ambitna dziewczyna, próbująca na rozmaite sposoby uciec od szarej rzeczywistości rodzinnego miasta Aalst (miasta dwóch fabryk, gdzie zawsze pada deszcz, nawet wtedy, gdy świeci słońce). W innej płaszczyźnie czasowej, którą można odnieść do współczesności (wiek XX), pojawia się cały szereg postaci (malarka Tippetotje, Schoolmeester, Mossieu Colson z "miństerstwa", Kramiek oraz poeta, dziennikarz Johan Janssens będący swoistym alter ego samego Boona), którzy komentują zarówno samą strukturę powieści, jak też opisywane w niej wydarzenia, przeżywane przez bohaterów, w tym także przez Ondynę. Powieść sprawia wrażenie chaotycznej, gdyż obydwie płaszczyzny czasowe (wyróżnione w tekście także graficznie: opowieść o Ondynie zapisana jest kursywą), przenikają się, dzieje życia Ondyny przerywane są anegdotami, uwagami i komentarzami bohaterów drugiej płaszczyzny czasowej powieści. Czasem wobec powieści stosowane jest określenie realizm subiektywny. Niekonwencjonalną strukturę książki współtworzą zaskakujące tytuły rozdziałów, które podkreślają fakt, iż cały utwór traktuje właściwie o pisaniu, tworzeniu:
- 1. Tu się zaczyna 1 rozdział: Wiosna w Ter-Muren
- 2. Tu się zaczyna 2 rozdział: Dzisiaj trochę słońca, a jutro trochę deszczu i wiatru
- 3. A jednak rozdział 3 i ostatni: Wczoraj trochę słońca, a dzisiaj znowu wiatr i deszcz, i błoto

## Literatura
- A. Dąbrówka, Słownik pisarzy niderlandzkiego obszaru kulturowego, Warszawa 1999
- Z. Klimaszewska, Kontrowersje wokół twórczości L. P. Boona, Literatura na Świecie, nr 7/1978 (87), s. 40-47.
- Z. Klimaszewska, Spotkanie z Louisem Paulem Boonem, Literatura na Świecie nr 7/1978 (87), s.88-105.